# Xã Summit, Quận Bates, Missouri
Xã Summit (tiếng Anh: Summit Township) là một xã thuộc quận Bates, tiểu bang Missouri, Hoa Kỳ. Năm 2010, dân số của xã này là 312 người.